# Radclyffe
Radclyffe (nascida Dra. Lenora Ruth Barot, 1950)  é uma autora e romancista norte-americana de romance lésbico, romance paranormal, erótica e mistério. Ela é autora de vários contos, escreveu fanfics e editou inúmeras antologias. Radclyffe é membro do Hall da Fama Literário dos Santos e Pecadores e ganhou vários prêmios literários, incluindo o prêmio RWA/GDRWA Booksellers' Best, o prêmio RWA/Orange County Book Buyers Best, o prêmio RWA/New England Bean Pot, o prêmio RWA/VCRW Laurel Wreath, o prêmio RWA/FTHRW Lories, o prêmio RWA/HODRW Aspen Gold, o prêmio RWA Prism, o prêmio Golden Crown Literary e o Prêmio Literário Lambda. Ela recebeu o prêmio Alice B Readers Award de 2003/04 por seu conjunto de trabalhos e também é membro da Golden Crown Literary Society, da Pink Ink e da Romance Writers of America. Em 2014, a Fundação Literária Lambda concedeu a Barot o prêmio Dr. James Duggins Outstanding Mid-Career Novelist, reconhecendo-a como uma autora consagrada, com muitos seguidores e a promessa de trabalhos futuros de alta qualidade. Em 2015, ela foi uma autora em destaque no premiado documentário sobre a comunidade de escritores e leitores de romance, Love Between the Covers, da Blueberry Hill Productions. Em 2019, ela foi nomeada Pioneira em Romance pela Romance Writers of America, por suas obras de ficção LGBTQ+. Em 2021, ela foi nomeada uma das Mulheres do Ano pela The Advocate.
Barot fundou a editora independente LGBTQ+ Bold Strokes Books em 2004, cuja missão é publicar obras de qualidade de ficção LGBTQ+ e criar visibilidade e oportunidades para autores de voz própria. Ela deu muitos workshops sobre a arte da escrita e, em 2013, fundou o Flax Mill Creek Writers Retreat onde oferece workshops presenciais e online para autores em todos os estágios de desenvolvimento.
Ela mora com seu parceiro, o professor do Instituto Politécnico Rensselaer, Dr. Lee Ligon, em Johnsonville, Nova Iorque.
Ela é uma cirurgiã geral/plástica e reconstrutiva com dupla especialização que se aposentou da medicina em 2004 para se dedicar em tempo integral à escrita e à publicação. Barot opta por não digitar, em vez disso, usa software de reconhecimento de voz para escrever seus livros.

## Primeiros anos e educação
Barot foi oradora da turma de formandos de junho de 1968 da Hudson Falls High School em Hudson Falls, Nova Iorque, após o que frequentou a Universidade do Estado de Nova Iorque em Albany.
Barot se formou na Faculdade de Medicina da Universidade da Pensilvânia em 1976.

## Obras publicadas
Coleções Provicetown Tales
- Safe Harbor (em inglês)
- Beyond the Breakwater (em inglês)
- Distant Shores, Silent Thunder (em inglês)
- Storms of Change (em inglês)
- Winds of Fortune (em inglês)
- Returning Tides (em inglês)
- Sheltering Dunes (em inglês)
- Treacherous Seas (em inglês)

Coleções PMC Hospital Romances
- Passion’s Bright Fury, prequência (em inglês)
- Fated Love (em inglês)
- Night Call (em inglês)
- Crossroads (em inglês)
- Passionate Rivals (em inglês)
- Unrivaled (em inglês)
- Perfect Rivalry (em inglês)

Coleções Rivers Community Romances
- Against Doctor’s Orders (em inglês)
- Prescription for Love (em inglês)
- Love on Call (em inglês)
- Love After Hours (em inglês)
- Love to the Rescue (em inglês)
- Love on the Night Shift (em inglês)
- Pathway to Love (em inglês)

Coleções Honor Series
- Above All, Honor (em inglês)
- Honor Bound (em inglês)
- Love & Honor (em inglês)
- Honor Guards (em inglês)
- Honor Reclaimed (em inglês)
- Honor Under Siege (em inglês)
- Word of Honor (em inglês)
- Oath of Honor, crossover com a coleção First Responders Novels (em inglês)
- Code of Honor (em inglês)
- Price of Honor (em inglês)
- Cost of Honor (em inglês)

Coleções Justice Series
- A Matter of Trust, prequência (em inglês)
- Shield of Justice (em inglês)
- In Pursuit of Justice (em inglês)
- Justice in the Shadows (em inglês)
- Justice Served (em inglês)
- Justice for All (em inglês)

Coleções First Responders Novels
- Trauma Alert (em inglês)
- Firestorm (em inglês)
- Taking Fire (em inglês)
- Wild Shores (em inglês)
- Heart Stop (em inglês)
- Dangerous Waters (em inglês)

Romances
- Innocent Hearts (em inglês)
- Promising Hearts (em inglês)
- Love’s Melody Lost (em inglês)
- Love’s Tender Warriors (em inglês)
- Tomorrow’s Promise (em inglês)
- Love’s Masquerade (em inglês)
- shadowland(em inglês)
- Turn Back Time (em inglês)
- When Dreams Tremble (em inglês)
- The Lonely Hearts Club (em inglês)
- Secrets in the Stone (em inglês)
- Desire by Starlight (em inglês)
- Homestead (em inglês)
- The Color of Love (em inglês)
- Secret Hearts (em inglês)
- Only This Summer (em inglês)

Conto de Ficção
Coleções de histórias por Radclyffe
- Erotic Interludes: Change Of Pace (em inglês)
- Radical Encounters (em inglês)

Coleções Stacia Seaman e Radclyffe, eds.
- Erotic Interludes Vol. 2–5 (em inglês)
- Romantic Interludes Vol. 1–2 (em inglês)
- Breathless: Tales of Celebration (em inglês)
- Women of the Dark Streets (em inglês)
- Amor and More: Love Everafter (em inglês)
- Myth & Magic: Queer Fairy Tales (em inglês)

Coleções Midnight Hunters Series (Writing as L.L. Raand)
- The Midnight Hunt (em inglês)
- Blood Hunt (em inglês)
- Night Hunt (em inglês)
- The Lone Hunt (em inglês)
- The Magic Hunt (em inglês)
- Shadow Hunt (em inglês)
- Rogue Hunt (em inglês)
- Enchanted Hunt (em inglês)

Edições de Antologia
- Best Lesbian Romance 2009 (em inglês)
- Best Lesbian Romance 2010 (em inglês)
- Best Lesbian Romance 2011 (em inglês)
- Best Lesbian Romance 2012 (em inglês)
- Best Lesbian Romance 2013 (em inglês)
- Best Lesbian Romance 2014 (em inglês)
- Best Lesbian Romance of the Year, Vol 1, 2015 (em inglês)
- In Deep Waters 1: Cruising the Seas (em inglês)
- In Deep Waters 2: Cruising the Strip (em inglês)
- OMG Queer (em inglês)

## Prêmios e indicações
| Ano  | Título                                | Prêmio                                                                                       | Result          | Ref.          |
| ---- | ------------------------------------- | -------------------------------------------------------------------------------------------- | --------------- | ------------- |
| 2022 | Unrivaled                             | Prêmio Literário Golden Crown                                                                | Finalista       |               |
| 2020 | Cost of Honor                         | Prêmio RWA/GDRWA de Melhor Livreiro                                                          | Venceu          |               |
| 2018 | Secret Hearts                         | Prêmio RWA/Orange de Livro Mais Vendido                                                      | Venceu          | [ 19 ]        |
| 2017 | The Color of Love                     | Prêmio Literário Golden Crown de Romance Contemporâneo Tradicional                           | Venceu          | [ 20 ]        |
| 2017 | Heart Stop                            | Foreword Reviews' INDIES de Romance                                                          | Finalista       | [ 21 ]        |
| 2017 | Heart Stop                            | Foreword Reviews' INDIES de Ficção LGBT                                                      | Finalista       | [ 21 ]        |
| 2016 | Price of Honor                        | RWA/Orange County Book de Livro Mais Vendido de Suspense e Mistério com Elementos Românticos | Venceu          | [ 19 ]        |
| 2014 |                                       | Prêmio Dr. James Duggins de Melhor Romancista em Meio de Carreira                            | Venceu          | [ 22 ] [ 23 ] |
| 2014 | Against Doctor's Orders               | Foreword Reviews' INDIES de Romance                                                          | Finalista       | [ 24 ]        |
| 2014 | Best Lesbian Romance                  | Prêmio Literário Golden Crown de Antologia/Coleções                                          | Venceu          | [ 25 ] [ 26 ] |
| 2014 | Code of Honor                         | Prêmio Literário Golden Crown de Suspense Romântico/Drama/Aventura                           | Venceu          | [ 26 ]        |
| 2014 | Homestead                             | Prêmio Literário Golden Crown de Romance Contemporâneo Tradicional                           | Venceu          | [ 20 ] [ 26 ] |
| 2014 | Myth and Magic                        | Foreword Reviews' INDIES de Ficção LGBT                                                      | Finalista       | [ 27 ]        |
| 2013 | Homestead                             | Foreword Reviews' INDIES de Romance                                                          | Finalista       | [ 28 ]        |
| 2013 | OMG Queer                             | Lista de Over the Rainbow Middle/Não ficção de Jovens Adultos                                | Selecionado     | [ 29 ]        |
| 2013 | OMG Queer                             | Prêmio Literário Golden Crown de Antologia/Coleções                                          | Venceu          | [ 25 ]        |
| 2013 | Women of the Dark Streets             | Prêmio Literário Golden Crown fde Antologia/Coleções                                         | Venceu          | [ 25 ]        |
| 2012 | Blood Hunt                            | Prêmio Laurel Wreath de Melhor Romancista do Condado de Volusia                              | Venceu          |               |
| 2012 | Crossroads                            | Foreword Reviews' INDIES de Romance                                                          | Venceu (bronze) | [ 30 ]        |
| 2012 | OMG Queer                             | Foreword Reviews' INDIES de Gay & Lésbica                                                    | Finalista       | [ 31 ]        |
| 2011 | Best Lesbian Romance                  | Prêmio Literário Lambda de Antologia                                                         | Finalista       | [ 32 ]        |
| 2011 | Firestorm                             | Foreword Reviews' INDIES de Romance                                                          | Venceu (prata)  | [ 33 ]        |
| 2011 | Trauma Alert                          | Prêmio IPPY de Romance                                                                       | Venceu (prata)  | [ 34 ]        |
| 2010 | In Deep Waters 2: Cruising the Strip  | Prêmio Literário Lambda de Erótico Lésbico                                                   | Venceu          | [ 35 ]        |
| 2010 | Trauma Alert                          | Foreword Reviews' INDIES de Romance                                                          | Finalista       | [ 36 ]        |
| 2009 |                                       | Saints and Sinners Literary Hall of Fame                                                     |                 | [ 37 ]        |
| 2009 | Deep Waters 2: Cruising the Strip     | Prêmio Literário Lambda de Erótico Lésbico                                                   | Venceu          | [ 32 ]        |
| 2009 | Justice for All                       | Foreword Reviews' INDIES de Mistério                                                         | Finalista       | [ 38 ]        |
| 2009 | The Lonely Hearts Club                | Prêmio Literário Lamba de Romance Lésbico                                                    | Finalista       | [ 32 ]        |
| 2009 | Romantic Interludes 2: Secrets        | Foreword Reviews' INDIES de Conto                                                            | Finalista       | [ 39 ]        |
| 2008 | Erotic Interludes 5: Road Games       | Prêmio Literário Golden Crown de Erótico Lésbico                                             | Venceu          | [ 40 ]        |
| 2008 | In Deep Waters: Cruising The Seas     | Prêmio Literário Golden Crown de Erótico Lésbico                                             | Venceu          | [ 40 ]        |
| 2008 | Night Call                            | Foreword Reviews' INDIES de Gay & Lésbicas                                                   | Venceu          | [ 41 ]        |
| 2008 | When Dreams Tremble                   | Prêmio Literário Lamba de Romance Lésbico                                                    | Finalista       | [ 42 ]        |
| 2007 | Erotic Interludes 4: Extreme Passions | Prêmio Literário Golden Crown de Erótico Lésbico                                             | Venceu          | [ 43 ]        |
| 2007 | Promising Hearts                      | Prêmio Literário Golden Crown de Romance Contemporâneo Tradicional                           | Venceu          | [ 20 ] [ 43 ] |
| 2007 | Turn Back Time                        | Prêmio Literário Lamba de Romance Lésbico                                                    | Finalista       | [ 44 ]        |
| 2006 | Distant Shores, Silent Thunder        | Prêmio Literário Lambda de Romance                                                           | Venceu          | [ 45 ]        |
| 2006 | Justice Served                        | Prêmio Literário Golden Crown de Mistério / Ação / Aventura / Suspense                       | Venceu          | [ 46 ]        |
| 2006 | Justice Served                        | Prêmio Literário Lambda Mistério Lésbico                                                     | Finalista       | [ 45 ]        |
| 2006 | Stolen Moments: Erotic Interludes 2   | Prêmio Literário Lambda Erótico Lésbico                                                      | Venceu          | [ 45 ]        |
| 2005 | Fated Love                            | Golden Crown Literary Award for Traditional Contemporary Romance                             | Venceu          | [ 20 ] [ 47 ] |
| 2005 | Justice in the Shadows                | Golden Crown Literary Society Award for Mystery / Action / Adventure / Thriller              | Venceu          | [ 47 ]        |
| 2004 |                                       | Prêmio Alice B Readers                                                                       | Venceu          | [ 48 ]        |

## Filmografia
Radclyffe é destaque no documentário Love Between the Covers, "Um olhar divertido e inspirador sobre a indústria bilionária de romances e sua potência de escritoras e leitoras, uma irmandade que é pioneira na revolução digital enquanto encontra fortuna, realização e uma comunidade global."